# Setosamon
Setosamon is een geslacht van kreeftachtigen uit de klasse van de Malacostraca (hogere kreeftachtigen).

## Soorten
- Setosamon somchaii (Ng & Naiyanetr, 1993)
- Setosamon ubon (Ng & Naiyanetr, 1993)